# 細相模肩燈魚
細相模肩燈魚（学名：Sagamichthys gracilis），為管肩魚科的其中一種，為深海魚類，分布於西印度洋海域，深度400-1800公尺，體長可達20.3公分，棲息在中層水域，生活習性不明。
其种加词来源于拉丁文“gracilis”，意为“纤细的”。